# أنطوان لويس دوجيس
أنطوان لويس دوجيس (بالفرنسية: Antoine Louis Dugès)‏ (19 ديسمبر 1797 - 1 مايو 1838) طبيب توليد وطبيب فرنسي ولد في شارفيل-ميزيير، الأردين. وهو والد عالم الحيوان ألفريدو دوجيس (1826-1910) وابن أخ لطبيبة التوليد ماري لويز لاشابيل (1769-1821). سمي جنس الدوجيسة من ثلاثيات الفروع التي تعيش في المياه العذبة تكريما له. وكعالم حيوان، أجرى دوجيس دراسات في علم العظام وعلم العضلات على البرمائيات. كما أجرى أبحاثا واسعة النطاق على القراديات. في عام 1838، نشر عمل مؤثر في علم وظائف الأعضاء المقارن، بعنوان Traité de physiologie comparée. وكان عضوا في العديد من الجمعيات المختصة بما في ذلك الأكاديمية الوطنية للطب والأكاديمية الفرنسية للعلوم في باريس. وتوفي في مونبلييه في 1 مايو 1838 في سن ال 40.

## منشورات مختارة
- Essai sur la nature de la fièvre, 1823
- Manuel d'obstétrique, 1826
- Discours sur les causes et le traitement des difformités du rachis, 1827
- Recherches sur l'organisation et les mœurs des Planariées, 1828
- Mémoire sur la conformité organique dans l'échelle animale, 1832
- Recherches sur l'ostéologie et la myologie des batraciens à leurs différens âges, 1834
- Recherches sur l'ordre des Acariens en général et la famille des Trombidées en particulier, 1834
- Traité de physiologie comparée, 1838